# Simandre-sur-Suran
Simandre-sur-Suran – miejscowość i gmina we Francji, w regionie Owernia-Rodan-Alpy, w departamencie Ain.

## Demografia
Według danych na styczeń 2012 roku gminę zamieszkiwało 699 osób, a gęstość zaludnienia wynosiła 42,9 osób/km².